# Neocalamobius
Neocalamobius is een kevergeslacht uit de familie van de boktorren (Cerambycidae). De wetenschappelijke naam van het geslacht werd voor het eerst geldig gepubliceerd in 1943 door Breuning.

## Soorten
Neocalamobius is monotypisch en omvat slechts de volgende soort:
- Neocalamobius clavatus Breuning, 1943